# Leila Míccolis
Leila Míccolis es una poeta, ensayista, novelista, cuentista, guionista, dramaturga y editora brasileña.

## Biografía
Míccolis nació en 1947 en el barrio de Tijuca de Río de Janeiro. Se graduó como abogada en 1969 en la antigua Facultad de Derecho de la Universidad Federal de Río de Janeiro. En 2007, completó una maestría en literatura y teoría literaria de la Universidad Federal, así como un doctorado en teoría literaria.

## Carrera
Trabajó como abogada hasta 1977, cuando decidió dedicarse exclusivamente a la literatura. En 1965 publicó su primer libro de poemas, Gaveta da Solidão. En 1983 comenzó a escribir guiones de televisión, siendo coautora de telenovelas como Kananga do Japão (1989) y Barriga de Aluguel (1990).
Ha escrito y editado más de 30 libros de poesía y prosa, así como muchos guiones de televisión, teatro y cine. También impartió cursos de escritura de telenovelas en la Universidad Federal a partir de 2005.
Si bien ha rechazado públicamente las etiquetas sobre la sexualidad, diciendo "Quería cuestionar la división de las mujeres en lesbianas y no lesbianas", su trabajo ha incluido poesía sobre temas lésbicos. Su poema "Teus Seios" se presentó en el primer Concurso de Poesía Gay de Brasil del Grupo Gay da Bahia en 1982. Fue una activista vocal de la organización de derechos de los homosexuales Grupo Auê en Río en las décadas de 1970 y 1980. Su poesía también trata temas feministas y el rechazo a los roles y estructuras sociales tradicionales.